# Ióta
Az ióta (Ι ι) a görög ábécé kilencedik betűje, az i betű és hang. 
Használják nagyon kis rész kifejezésére, például 
- a Bibliában „Mert bizony mondom néktek, hogy amíg az ég és a föld el nem múlik, egy ióta vagy egy vessző sem vész el a törvényből, míg minden be nem teljesedik.”[1]
- Szólásként: „egy jottányit sem enged”.

Bizonyos szövegekben az imaginárius egységet jelölik vele.